# 7. Panzer-Division (Nationale Volksarmee)
La 7. Panzer-Division (Nationale Volksarmee) era una divisione corazzata delle forze terrestri della Nationale Volksarmee, le forze armate della Repubblica Democratica Tedesca.
Costituita nel 1956 nel quadro del potenziamento dell'apparato militare della Germania Est per una sua integrazione nel Patto di Varsavia, la 7. Panzer-Division venne equipaggiata con materiale moderno fornito dall'Unione Sovietica e divenne una delle formazioni migliori e più potenti della Nationale Volksarmee.
Schierata in Sassonia con quartier generale a Dresda, la 7. Panzer-Division avrebbe dovuto, in caso di guerra con la NATO, cooperare strettamente con le due armate del Gruppo di forze sovietiche in Germania che si addestravano a sferrare una grande offensiva attraverso il varco di Fulda, e integrarsi nella struttura di comando prevista dai piani operativi del Patto di Varsavia.
Con la dissoluzione della Germania Democratica, la 7. Panzer-Division venne sciolta nel 1990 insieme alle altre unità della Volksarmee.

## Storia
I programmi di organizzazione e sviluppo della Nationale Volksarmee prevedevano fin dall'inizio la costituzione di nuove Panzer-Division; questi piani vennero attivati nel 1956 dopo aver ottenuto l'approvazione dell'Unione Sovietica che, impressionata dal potenziamento della Bundeswehr della Repubblica Federale Tedesca e dai suoi progetti per la creazione di divisioni corazzate, decise di dare la propria autorizzazione.
La 7. Panzer-Division venne costituita a Dresda nel settembre 1956 con la meccanizzazione del personale della polizia del Distretto militare n. 3 della Sassonia. La struttura organizzativa della Panzer-Division della Volksarmee ricalcava il modello delle unità corazzate dell'Esercito sovietico e prevedeva un organico in tempo di pace di 9 139 soldati. La divisione corazzata tedesca tuttavia mancava del reparto elicotteri direttamente a disposizione come era presente nelle formazioni sovietiche e disponeva di un reparto ridotto di fucilieri motorizzati.
In caso di guerra la 7. Panzer-Division avrebbe rapidamente completato la sua forza organica operativa e sarebbe entrata a far parte della 3ª Armata della Volksarmee schierata in Sassonia; questo raggruppamento di forze sarebbe a sua volta stato integrato nel "1° Fronte" del Gruppo di forze sovietiche in Germania insieme al quale avrebbe partecipato alla temuta offensiva del Patto di Varsavia che i pianificatori della NATO si aspettavano in direzione del cosiddetto varco di Fulda e del "corridoio di Hof". Per molti anni le unità della 7. Panzer-Division si addestrarono intensamente per questi compiti e presero parte a numerose esercitazioni combinate.
Nel 1968 si presentò l'unica occasione in cui la 7. Panzer-Division venne messe in allarme per un reale impegno operativo. In Cecoslovacchia era in pieno sviluppo la cosiddetta Primavera di Praga e la dirigenza sovietica e dei paesi alleati temeva seriamente un crollo del regime comunista cecoslovacco e una defezione dal Patto di Varsavia che avrebbe potuto pregiudicare la solidità del Blocco orientale. Vennero attivati piani di emergenza per una occupazione militare della Cecoslovacchia e impedire la sua fuoriuscita dall'alleanza; nel giugno 1968 il Comandante supremo del Patto di Varsavia, il maresciallo Ivan Jakubovskij, propose la partecipazione alle operazioni anche delle unità della Nationale Volksarmee e il principale dirigente della Germania Democratica, Walter Ulbricht, diede il suo consenso all'intervento delle formazioni tedesco-orientali.

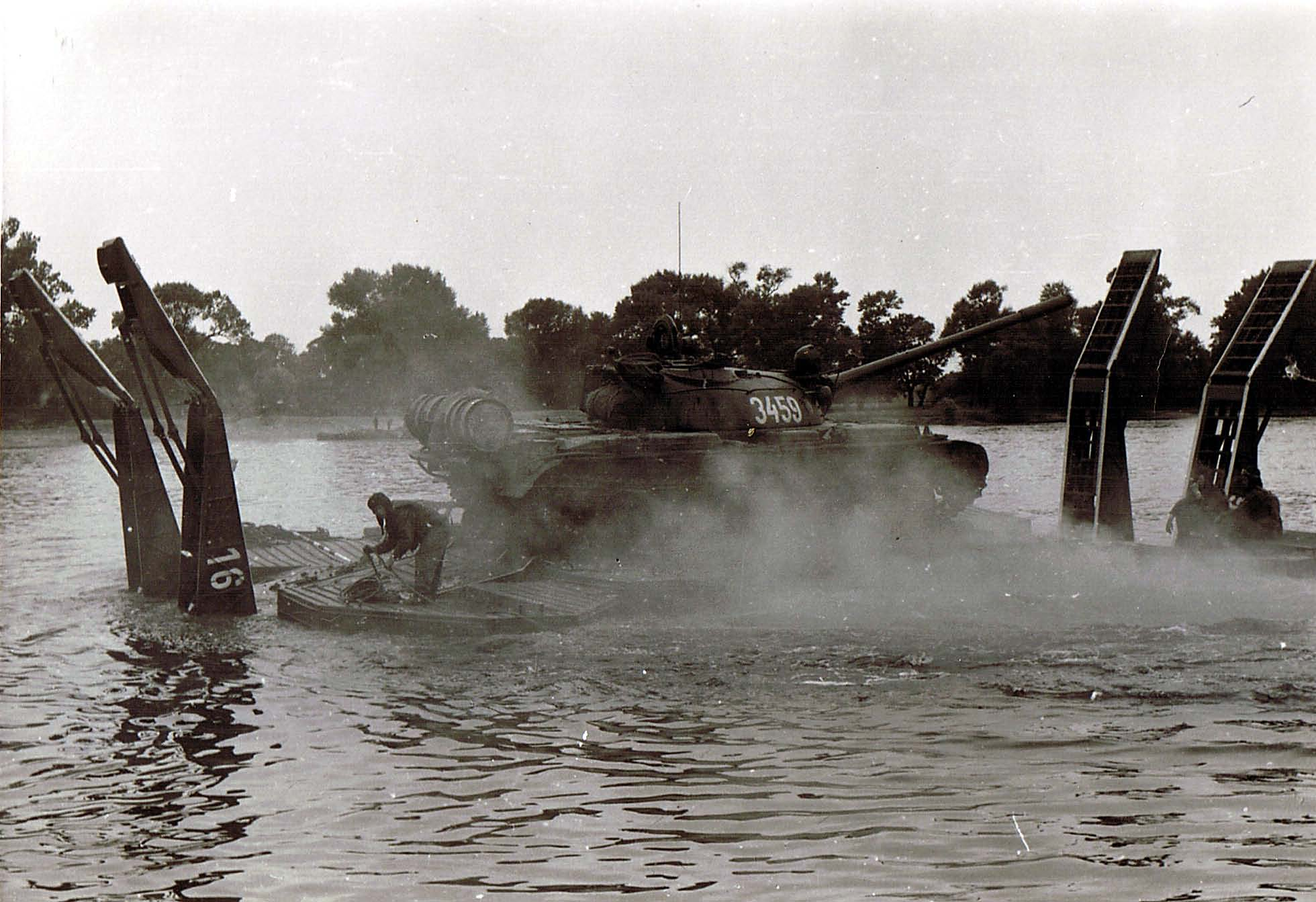
Un carro T-55 della Nationale Volksarmee attraversa un corso d'acqua su equipaggiamento mobile da ponte.

Il 27 luglio 1968 quindi la 7. Panzer-Division ricevette l'ordine di trasferirsi al Truppenübungsplatz Nochten, il campo di manovra della Volksarmee nei pressi di Boxberg/Oberlausitz. Da questa area la divisione avrebbe dovuto avanzare insieme alla 11. motorisierte Schützendivision, secondo i piani della cosiddetta operazione Danubio, fino alla Cecoslovacchia nord-occidentale. La 7. Panzer-Division rimase in posizione nel campo di manovra e quindi le sue unità mossero in colonne di marcia fino alle aree di concentramento finale fungendo da riserva del Comando supremo del Patto di Varsavia. Alla fine tuttavia i dirigenti politici dell'Unione Sovietica e delle altre potenze del Patto di Varsavia preferirono non coinvolgere direttamente le unità tedesco-orientali nell'invasione della Cecoslovacchia; la 7. Panzer-Division rimase fino a ottobre 1968 nel campo di manovra di Nochten prima di ritornare nei suoi quartieri permanenti nell'area di Dresda.
La 7. Panzer-Division continuò negli anni seguenti ad addestrarsi intensamente per una eventuale guerra in Europa e iniziò a ricevere equipaggiamento sovietico di ultimo modello negli anni 80, in coincidenza con l'aggravarsi della tensione tra i due blocchi e l'inizio del periodo della cosiddetta "seconda guerra fredda". Dopo decenni di confronto politico-militare, gli inattesi e clamorosi eventi del 1989 e il susseguente processo di riunificazione della Germania segnarono la fine della 7. Panzer-Division che il 2 ottobre 1990 venne ufficialmente sciolta insieme alle altre formazioni del Nationale Volksarmee; alcune unità entrarono temporaneamente a far parte del "Comando orientale della Bundeswehr".

## Ordine di battaglia
- Panzerregiment 14 „Karol Swierczewski“ a Spremberg
- Panzerregiment 15 „Paul Hornick“, dal 1958 a Cottbus
- Panzerregiment 16 „Leo Jogiches“ a Großenhain
- Mot.-Schützenregiment 7 „Max Roscher“, ab 1972 in Marienberg
- Aufklärungsbataillon 7 „Ludvík Svoboda“, dal 1963 a Dresda
- Pionierbataillon 7 „Arthur Thiermann“, dal 1956 a Pirna
- Raketenabteilung 7 „Alfred Kurella“, dal 1963 a Zeithain
- Artillerieregiment 7 „Albert Hößler“, dal 1963 a Frankenberg
- Bataillon Chemische Abwehr 7 „Johann Eggert“, dal 1961 a Pirna
- Fla-Raketen-Regiment 7 „Paul Rockstroh“, dal 1982 a Zeithain
  - Flak-Abteilung 7, dal 1974 a Döbeln
  - Flak-Regiment 7, dal 1981 a Döbeln
- Führungsbatterie Chef Raketen/Artillerie 7 a Dresda
- Führungsbatterie Chef Truppenluftabwehr 7 a Dresda
- Geschosswerferabteilung 7 „Ernst Schneller“, dal 1973 in Frankenberg
- Instandsetzungsbataillon 7 „Gustav Schneider“, dal 1971 a Spremberg
- Kraftfahrzeugschule 7, dal 1958 a Frankenberg
- Lehrbataillon 7, dal 1958 a Spremberg, dal 1961 a Löbau
- Bataillon Materielle Sicherstellung 7 „Kurt Schlosser“, dal 1981 a Dresda
- Nachrichtenbataillon 7 „Egon Dreger“ a Dresda
- Sanitätsbataillon 7 a Dresda
- Stabskompanie 7 a Dresda

## Equipaggiamento
La 7. Panzer-Division fu sempre equipaggiata principalmente con materiale fornito dall'Unione Sovietica; nei primi anni i carri armati assegnati furono in gran parte i T-34/85 protagonisti della seconda guerra mondiale, a cui furono aggiunti un piccolo numero dei più moderni carri T-54. L'equipaggiamento della 7. Panzer-Division proseguì lentamente e solo nel 1964 la formazione fu finalmente completamente armata e equipaggiata secondo le tabelle organiche previste. Nel corso degli anni 60 tutti i reparti corazzati ricevettero i carri T-55 mentre negli anni 80 la 7. Panzer-Division iniziò ad essere equipaggiata con i carri armati T-72 nelle versioni T-72M e T-72M1.
I mezzi blindati per la fanteria meccanizzata furono inizialmente i sovietici BTR-40, che furono progressivamente sostituiti dai BTR-60 e BTR-70 e successivamente dai BMP-1.
Nel 1990 al momento del suo scioglimento la 7. Panzer-Division della Nationale Volksarmee disponeva del seguente equipaggiamento:
- 4 sistemi di lancio FROG-7
- 63 carri armati T-72
- 262 carri armati T-55
- 150 mezzi corazzati trasporto truppe BMP
- 41 mezzi corazzati trasporto truppe BTR
- 126 pezzi artiglieria e lanciamissili
- 15 veicoli corazzati getta-ponte MT-55

## Comandanti
- Oberst Werner Pilz: 18 agosto 1956-31 agosto 1956
- Oberst Heinrich Brandes: 1 settembre 1956-15 agosto 1958
- Oberst Franz Rös: 1 settembre 1958-31 ottobre 1960
- Oberst Joachim Goldbach: 1 novembre 1960-31 luglio 1964
- Generalmajor Werner Winter: 1 agosto 1964-8 novembre 1971
- Generalmajor Hans Sieg: 9 novembre 1971-31 ottobre 1976
- Generalmajor Walter Müller: 1 novembre 1976-31 ottobre 1979
- Generalmajor Günter Möckel: 1 novembre 1979-30 giugno 1985
- Oberst Klaus Listemann: 1 luglio 1985-30 settembre 1987
- Oberst Volker Bednara: 1 ottobre 1987-2 ottobre 1990